# Scapania gamundiae
Scapania gamundiae R.M. Schust., 1968 è un'epatica fogliosa, antartica-fuegina, della famiglia Scapaniaceae.

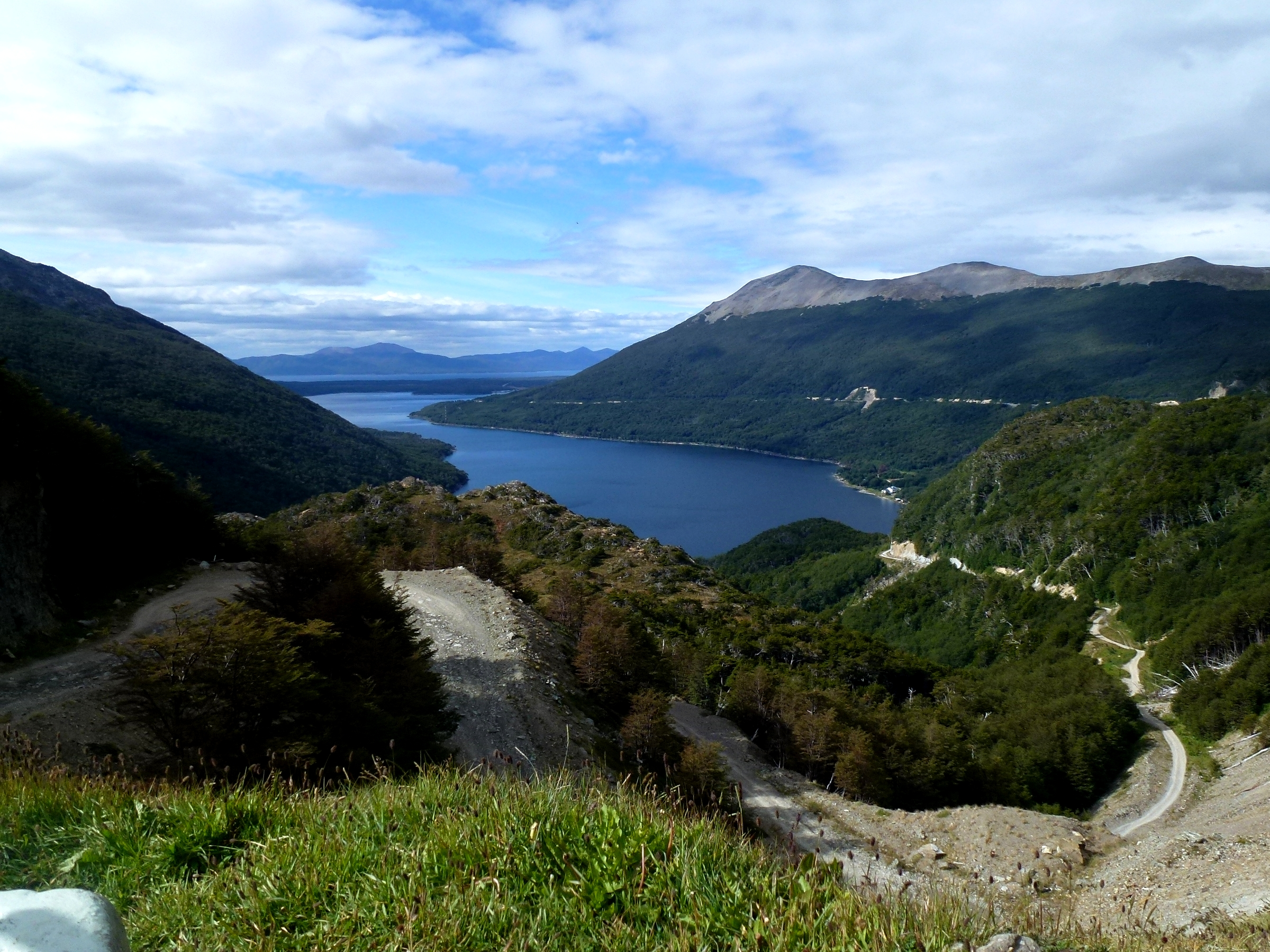
Paso Garibaldi e lago Escondido

I primi esemplari della nuova specie furono raccolti, il 26 febbraio 1961, dal briologo statunitense Rudolf Mathias Schuster, assieme alla micologa e lichenologa argentina, Irma Josefa Gamundi de Amos.
Furono rinvenuti nell'Isola Grande della Terra del Fuoco, tra Ushuaia e Rio Grande, a SE del Lago Escondido, sul Cerro Garibaldi, a ca. 900 m s.l.m.
Riconosciuti come specie nuova da R. M. Schuster, furono assegnati al genere Scapania (Dumort.) Dumort., 1835, con l'epiteto specifico gamundiae, in onore di J. Gamundi de Amos «che aveva reso possibile il lavoro sul campo nella Terra del Fuoco».

## Descrizione
Schuster figurò e descrisse la nuova specie in una monografia sulle epatiche sub-antartiche, pubblicata nel 1968. Successivamente, nel 2000, una dettagliata panoramica sul taxon, basata sui campioni conservati nella collezione briologica del British Antarctic Survey (AAS), fu pubblicata in un volume monografico sulle epatiche antartiche, dei briologi Halina Bednarek-Ochyra, Jiří Váňa, Ryszard Ochyra e Ronald I. Lewis Smith.
Seguendo la descrizione di Schuster (1968) e quella successiva di Bednarek-Ochyra et al. (2000), le piantine di S. gamundiae, di piccole dimensioni e di colore generalmente verde chiaro traslucido, tendente a divenire bronzeo con l'età, si sviluppano da prostrate ad ascendenti, crescendo in genere frammiste in comunità con Anthelia juratzkana (Limpr.) Trevis., 1877 e Distichium capillaceum (Hedw.) Bruch & Schimp. 1876.
I fusticini principale (caulidi), lunghi 4-10 mm (15-17 cellule), semplici o con rare ramificazioni latero-intercalari, carnosi, brunastri, fortemente micorrizati mostrano, in sezione trasversale, un cortex che è nettamente differenziato negli esemplari antartici, ma non in quelli fuegini. È costituito da 1-3 file di cellule corticali, appiattite, a parete cellulare ispessita, che circondano cellule medullari ialine, leptodermiche e moderatamente collenchimatiche, infestate da ife fungine.

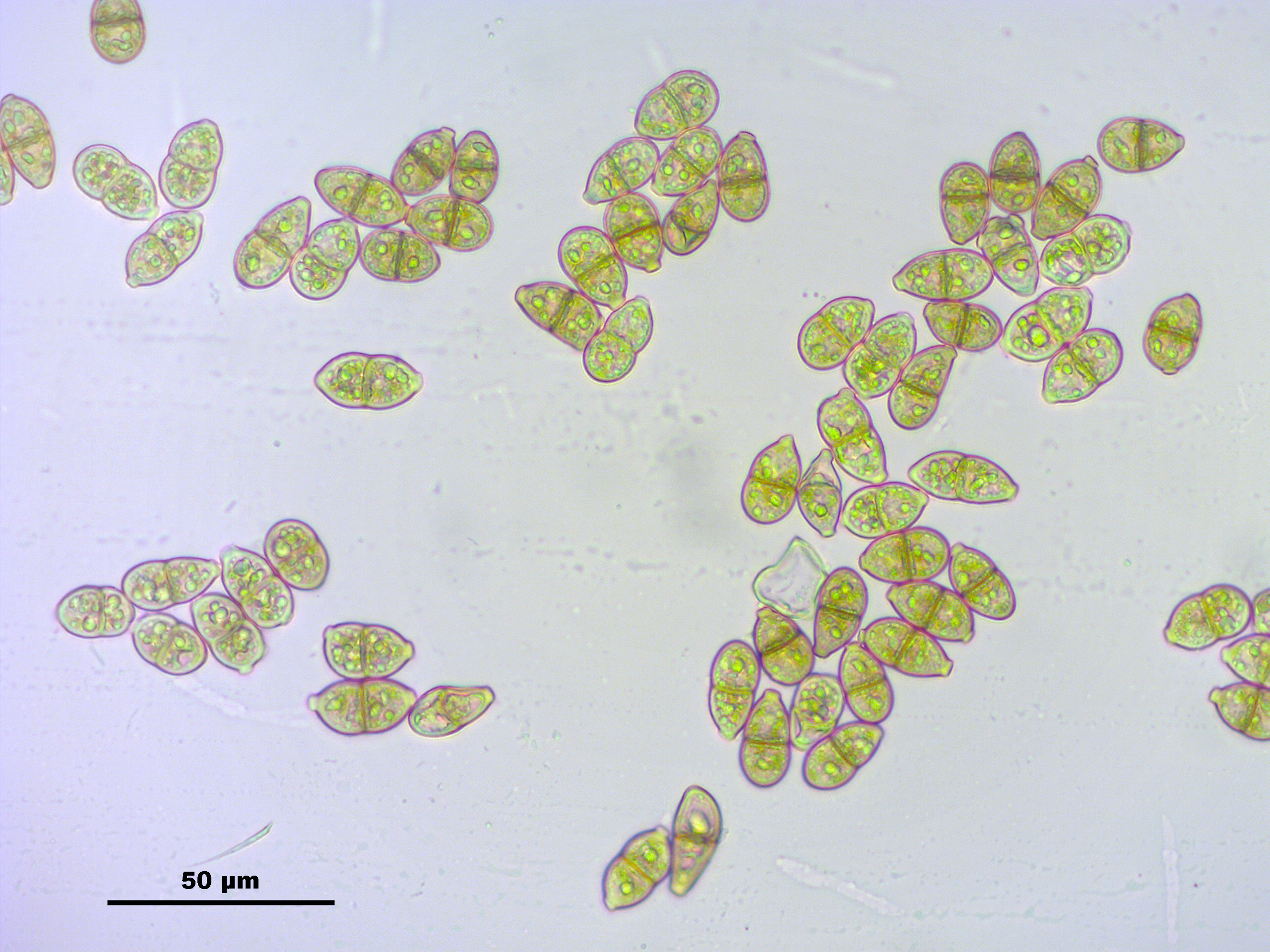
Gemme bicellulari fusiformi-ellissoidali di S. cuspiduligerae, simili a quelle di S. gamundiae

Le foglioline vegetative (fillidi) sono piatte o leggermente concave, orbicolari, anteriormente assurgenti, e sono rivestite di una cuticola papillosa. Hanno margine fogliare intero (edentato), anche quelle gemmifere, e sono suddivise in due lobi circa sub-uguali, da oblungo-ovati a ligulati, non perfettamente separati da una sottile carena.
Il lobo ventrale, piatto o leggermente concavo, lateralmente patente, ha margine ventrale arcuato non decorrente e apice arrotondato. il lobo dorsale è un po' più grande di quello ventrale, spesso sub-eretto o quasi verticale, ma mai squarroso. Da ottuso ad arrotondato all'apice è generalmente mucronato con un singolo dente apicale monocellulare.
La lamina fogliare mostra, in sezione traversale, uno strato monocellulare di cellule ialine. Quelle marginali, disposte in 2-4(5) file, hanno parete spessa e forma allungata-rettangolare che diviene sub-isodiametrica lungo i margini apicali e medio-ventrali. Le cellule delle porzioni sub-apicali, a volte a parete spessa, formano piccoli trigoni, spesso sub-confluenti.
Nella riproduzione asessuata di questa specie, la funzione di diaspora vegetativa, è svolta dalle gemme: agenti di dispersione, in cima ai germogli, dai quali si distaccano dando origine a nuovi individui. Fortemente contrastanti con la pianta madre, per il colore da rosso-ruggine a rosso-bruno, sono bicellulari, hanno forma allungata da fusiforme a ellissoidale, da ovoide a fusiforme-ovoide e si sviluppano in corrispondenza di estensioni angolari degli apici fogliari, costituite da cellule grandi.

## Distribuzione e habitat

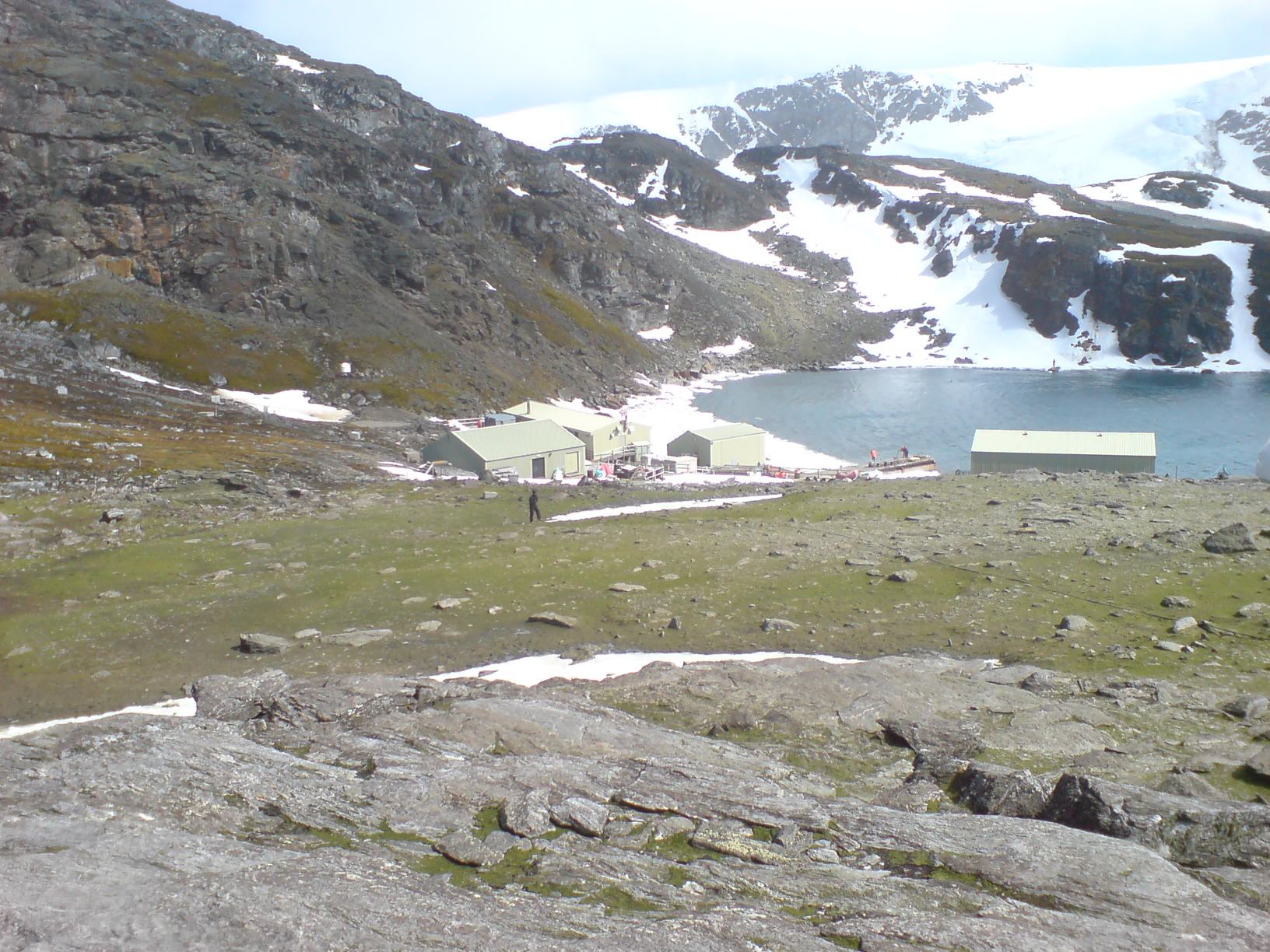
Isola di Signy, Factory Cove

L'areale di distribuzione di S. gamundiae  è estremamente ridotto. La specie è endemica delle aree montuose fredde delle estreme regioni meridionali del Sud America (South American Temperate subelement).
Specie rara, è stata rinvenuta in un solo altro sito, oltre quello del primo ritrovamento nell'Isla Grande della Terra del Fuoco. Si tratta di un sito a circa 85 m di altitudine, nella Paal Harbour, una piccola baia a sud della Borge Bay, lungo il versante orientale dell'isola di Signy, nell'arcipelago sub-antartico delle Orcadi meridionali. Questa rappresenterebbe anche la più meridionale delle stazioni di rinvenimento di S. gamundiae, a 60°42’ di latitudine sud.
Sul Cerro Garibaldi, S. gamundiae si sviluppa su suolo minerale, nelle cavità umide di ripide pareti rocciose, a circa 900 m, in ambiente di tundra alpina. Generalmente, cresce frammista ai muschi Pohlia cruda (Hedw.) Lindb., 1879 e Platydictya jungermannioides (Brid.) H.A.Crum, 1964, e in associazione con le epatiche Anthelia juratzkana (Limpr.) Trevis., 1877 e Cephaloziella varians Gottsche) Steph., 1905, Cephaloziella hispidissima R.M. Schust, 1973 e Herzogobryum erosum (Carrington & Pearson) Grolle, 1966.

## Tassonomia
L'epatica raccolta nel 1961 fu assegnata da Schuster al genere Scapania (Dumort.) Dumort., 1835 e ritenuta, alla prima impressione, una forma più piccola e compatta di Scapania cuspiduligera (Nees) Müll.Frib., 1915, appartenente al sottogenere Buchiella R.M. Schust, 1974.

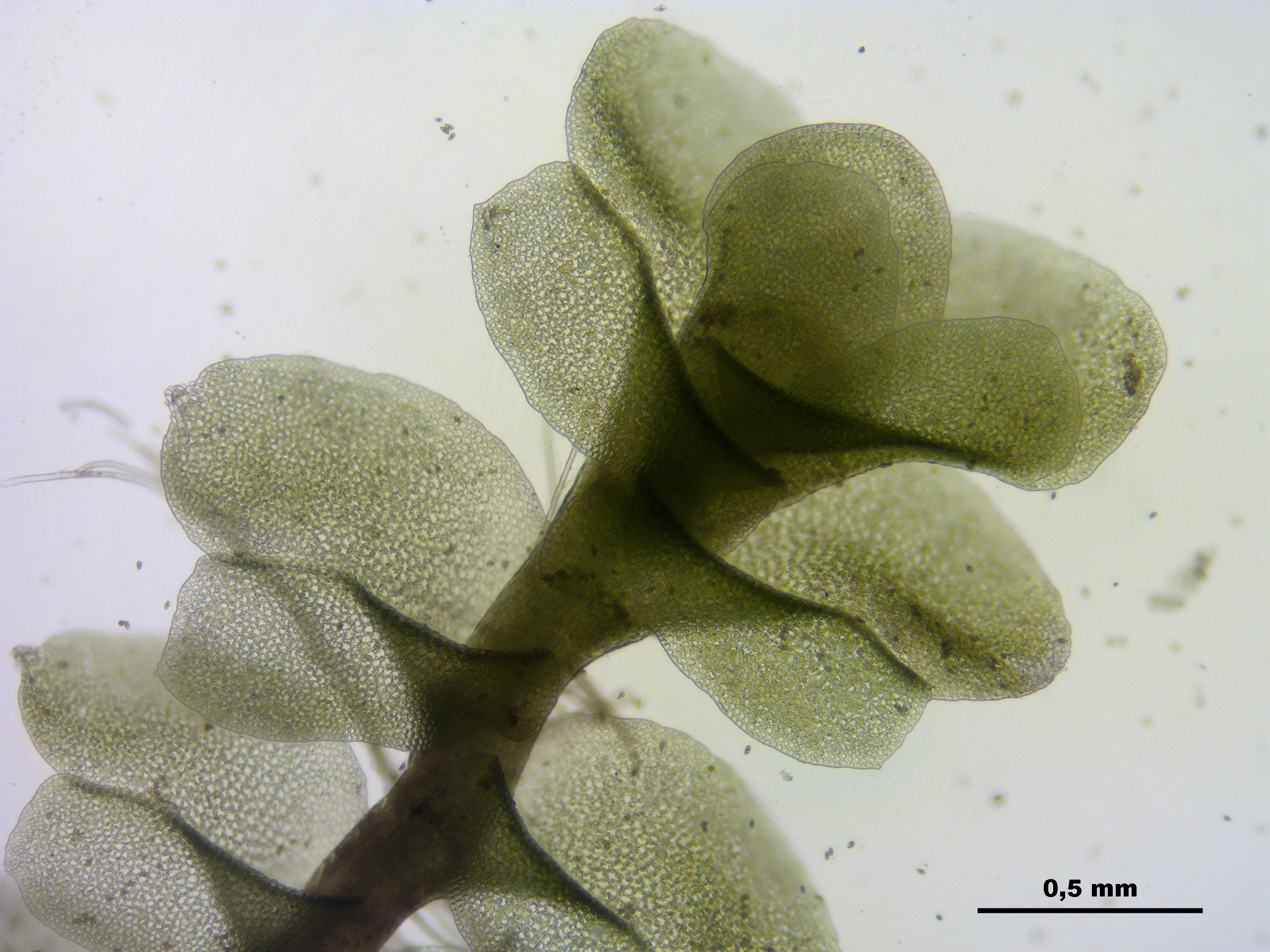
Scapania cuspiduligera

A quest'ultima specie si assomigliava per i lobi arrotondati, edentati e sub-uguali delle foglioline, per la lunga carena, per le cellule a parete fortemente ispessita e per le gemme bicellulari rosso-ruggine. Ma se ne differiva, principalmente, per la carena meglio definita, per i fusticini fortemente micorrizzati, per le cellule della lamina mediana più piccole e per il lobo dorsale mai squarroso e spesso debolmente mucronato delle foglioline, debolmente decorrenti alla base.
D'altra parte, l'anatomia dei fusticini, con un cortex mal definito (negli esemplari fuegini) e con le cellule corticali simili per dimensioni alle medullari, nonché lo spessore della parete delle cellule marginali e il colore delle gemme, propendevano invece per l'appartenenza al sottogenere Scapaniella (H. Buch) Jørg., 1934. In particolare, la tendenza delle cellule della lamina fogliare, lungo i margini dei lobi, ad allungarsi tangenzialmente e diventare sub-rettangolari, era un tratto in comune con Scapaniella massalongoi (K. Müller) H. Buch, 1928, dalla quale però la nuova specie si discostava per quei caratteri condivisi invece con S. cuspiduligera.
Sulla base di queste evidenze, la nuova epatica fu ritenuta da Schuster una specie distinta del sottogenere Scapaniella e denominata Scapania gamundiae.